# EC 1.5
La EC 1.5 è una sottoclasse della classificazione EC relativa agli enzimi. Si tratta di una sottoclasse delle ossidoreduttasi che include enzimi che utilizzano ammine secondarie come donatori di elettroni.

## Sotto-sottoclassi
Esistono sette ulteriori sotto-sottoclassi:
- EC 1.5.1: con NAD+ o NADP+ come accettore;
- EC 1.5.3: con ossigeno come accettore;
- EC 1.5.4: con un disolfuro come accettore;
- EC 1.5.5: con un chinone come accettore;
- EC 1.5.7: con una proteina contenente centri ferro-zolfo come accettore;
- EC 1.5.8: con un accettore di tipo flavinico;
- EC 1.5.99: con altri accettori.